# Ruffey-le-Château
Ruffey-le-Château är en kommun i departementet Doubs i regionen Bourgogne-Franche-Comté i östra Frankrike. Kommunen ligger i kantonen Audeux som tillhör arrondissementet Besançon. År 2022 hade Ruffey-le-Château 366 invånare.

## Befolkningsutveckling
Antalet invånare i kommunen Ruffey-le-Château
Referens:INSEE